# Athens County
Athens County är ett administrativt område i delstaten Ohio, USA, med 64 757 invånare.  Den administrativa huvudorten (county seat) är Athens.

## Geografi
Enligt United States Census Bureau har countyt en total area på 1 317 km². 1 312 km² av den arean är land och 5 km² är vatten.

### Angränsande countyn
- Perry County - nord
- Morgan County - nordost
- Washington County - öst
- Wood County, West Virginia - sydost
- Meigs County - syd
- Vinton County - väst
- Hocking County - nordväst